# Conus infinitus
Conus infinitus é uma espécie de gastrópode do gênero Conus, pertencente à família Conidae.

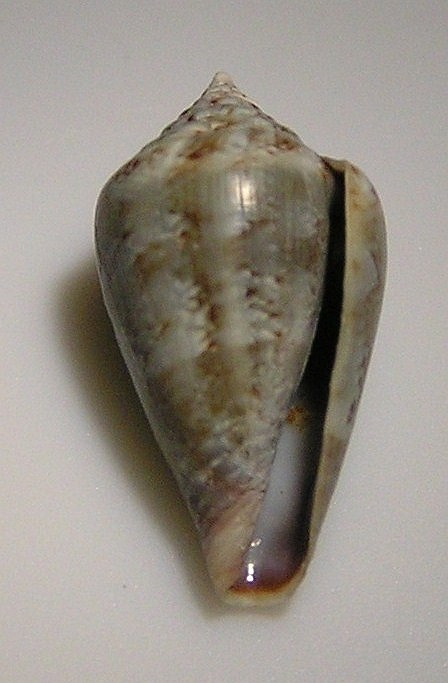